# Кики Ди
Кики Ди (англ. Kiki Dee, настоящее имя — Полин Мэтьюс, Pauline Matthews; род. 6 марта 1947) — британская певица.
Первая белая певица голубоглазого соула, подписавшая контракт с мотауновским лейблом Tamla Records.
Наиболее известна по своему дуэту с Элтоном Джоном 1976 года «Don’t Go Breaking My Heart», который попал на 1-е место как в британском сингловом чарте, так и в США в Billboard Hot 100. В 1993 она спела с Элтоном Джоном ещё один дуэт, для его альбома Duets — кавер-версию песни Коула Портера «True Love». Этот второй дуэт достиг 2-го места в Великобритании. За свою карьеру Кики Ди издала 40 синглов, 3 мини-альбома (EP) и 12 альбомов.

## Дискография
- См. статью «Kiki Dee § Discography» в английском разделе.